# Maestros campioneses

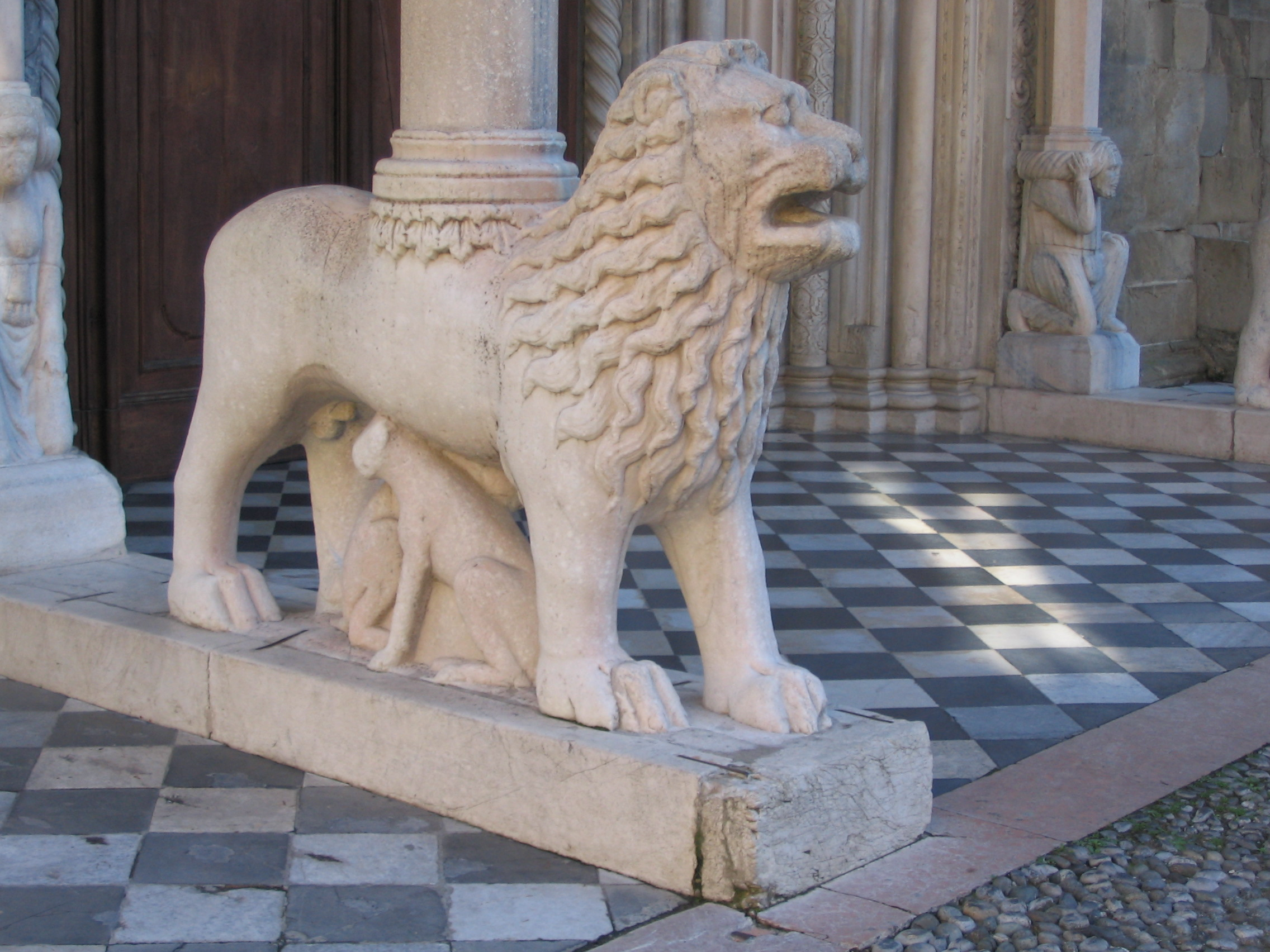
Giovanni da Campione, Bergamo, Basílica de Santa María la Mayor (Bérgamo), león estilóforo.

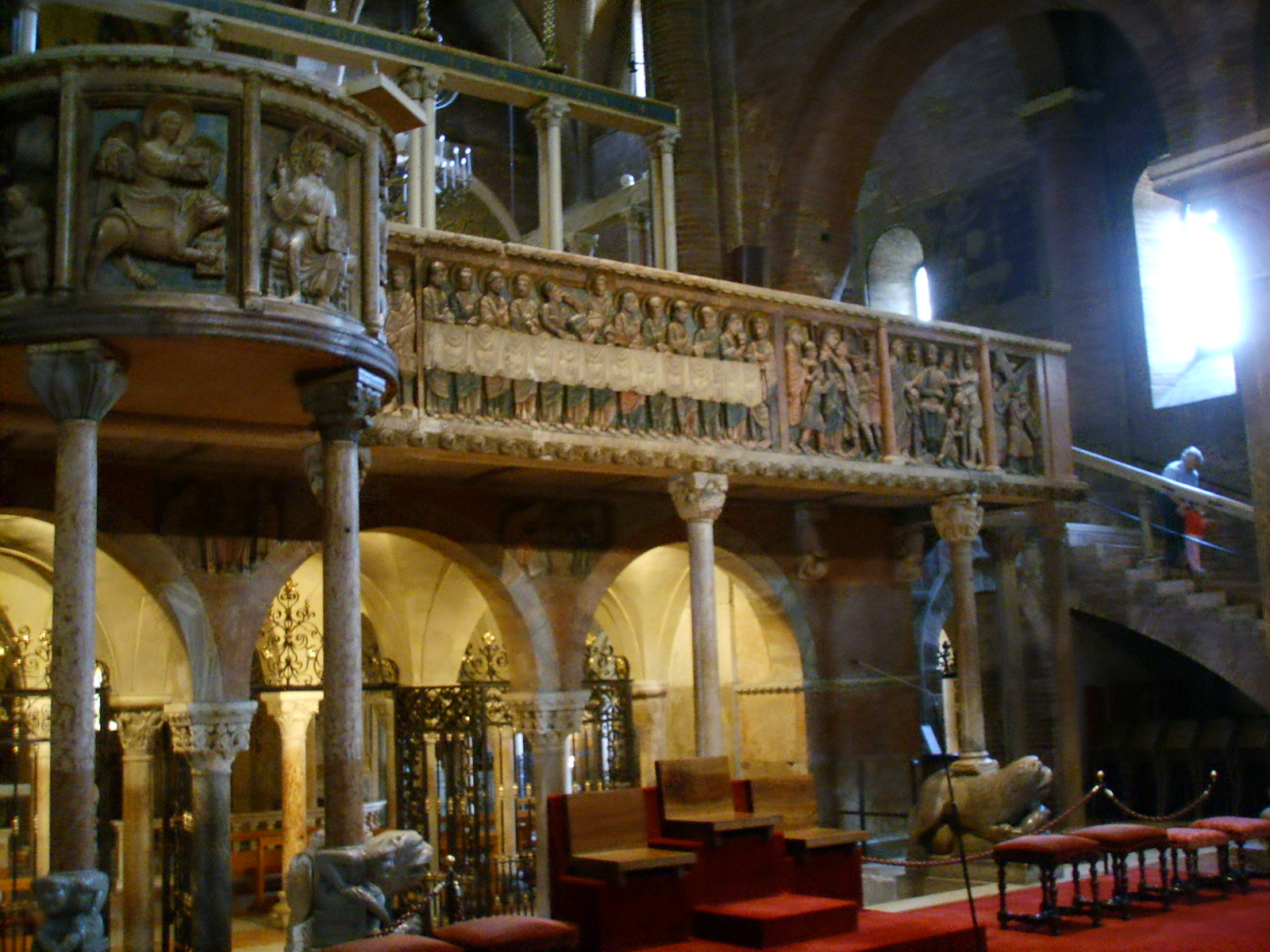
El coro alto de los maestros campionesi en la catedral de Modena.

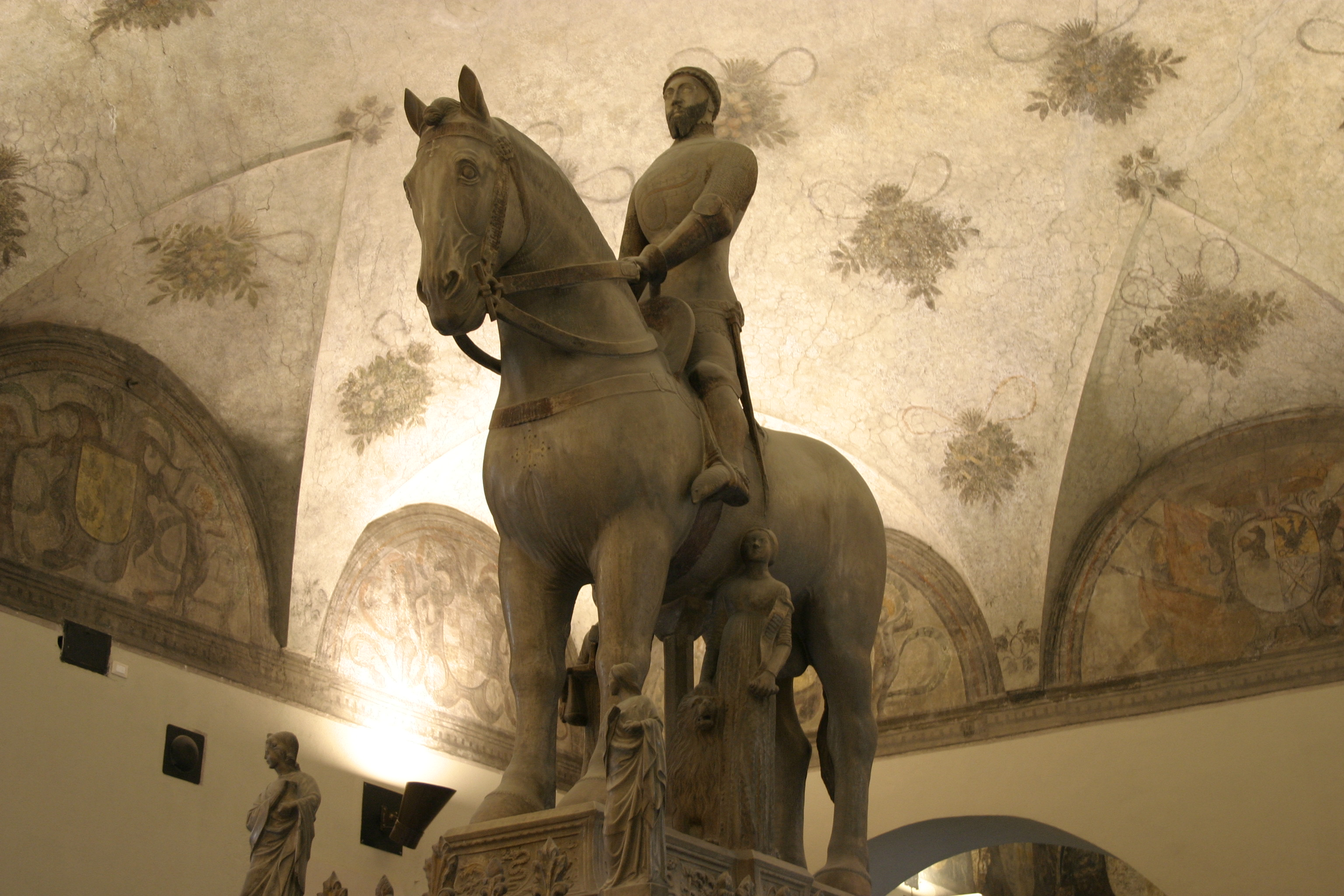
Monumento fúnebre de Bernabò Visconti, escultor Bonino da Campione.

Se denominan maestros campioneses (italiano: maestri campionesi) a un conjunto de escultores, canteros y constructores italianos oriundos de Campione d'Italia activos durante el tardomedioevo y estilísticamente adscritos principalmente a la transición del arte románico al gótico y el gótico.

## Las maestranzas comasco-ticinesas
Durante la Edad Media, los escultores y constructores se reunían frecuentemente en corporaciones llamadas maestranzas. En el caso que nos ocupa, se trata de una maestranza activa especialmente en Lombardía, Emilia, Liguria, el Véneto y el Trentino desde el siglo XII hasta el siglo XV.
En lo que respecta a los maestros campioneses estos constituyeron una de las maestranzas provenientes de la diócesis comasca la cual, durante la Edad Media correspondía a los territorios del actual cantón mayormente italoparlante de Suiza: el Ticino, abierto geográficamente a la llanura padana, y en particular a la Lombardía. En esa diócesis, las maestranzas se sucedieron en el curso de los siglos y fueron denominadas según los principales lugares de proveniencia. Cronológicamente,  se pasó de los maestros comacinos activos durante la Alta Edad Media y adscriptos al arte románico, a los maestros antelámicos (por Benedetto Antelami), activos principalmente en el área genovesa y, por último, los campioneses
Aunque se desconoce, a ciencia cierta, el estado en el que trabajaron estos artistas, existen teorías como que, incluso en la época bárbara, permanecieron vivas las corporaciones romanas, de las que se derivarían los gremios medievales. Otra teoría, en cambio, sostiene que no hubo tal continuidad y que los lombardos habrían destruido toda forma de corpora artium para sustituirla por el sistema de señoríos, según el cual, cada uno, cada colectividad debía procurarse todos los medios de subsistencia sin recurrir a recursos externos: de ahí los ministeria vinculados al territorio. Para las construcciones existían gremios de albañiles y escultores que, frecuentemente, trabajaban fuera de su territorio de origen. Estos maestros, como los campioneses, usualmente eran tanto albañiles como escultores, pero también podía reunir en una sola persona a un arquitecto diseñador o a un director de obras.
Un ejemplo clásico es la construcción de la catedral de Módena, donde Wiligelmo era escultor, pero al mismo tiempo trabajaba en la construcción de la fachada y parte del edificio, siempre dentro del proyecto del arquitecto Lanfranco (siglos XI y XII).  
La actividad de los maestros campioneses debe considerarse en este contexto. A veces estaban emparentados entre sí, pero no necesariamente eran todos de la misma familia, la única condición es que procedieran de la misma zona. La distinción entre escultor y arquitecto no apareció hasta principios del siglo XVI.

## Los campioneses
Lo que distingue al grupo de los campioneses de otras maestranzas es el hecho de que son originarios de Campione, a orillas del lago de Lugano. Aunque no se puede hablar de una verdadera "escuela campionesa", del mismo modo que se habla de la "escuela modenesa o de Wiligelmo" o de la "escuela de Antelami" por el papel que sus grandes maestros contemporáneos, Wiligelmo y Antelami, desempeñaron con sus alumnos y seguidores. No parece que, en este caso, haya un modelo de seguimiento a un maestro campionés, cada maestro tiene sus propias características, aunque puede decirse que, en cierto sentido, sí que representan la transición del románico al gótico.
Su característica constante era que trabajaban como un gremio; de este modo transmitían conocimientos específicos. Por un lado, este proceder bloqueaba la inspiración individual; por otro, tomaban estilos de los grandes maestros: en el caso del gótico de las formas de Giovanni Pisano y Arnolfo di Cambio, tomadas sobre todo del difusor de sus formas en Lombardía, Giovanni di Balduccio. Esta transición se produjo en el siglo XIV, y los maestros campioneses tradujeron estas innovaciones de los grandes nombres en formas adaptadas a su método de trabajo "repetitivo", con invenciones técnicas que podían transmitirse dentro del taller. De este modo, en la transición del románico al gótico, aunque supieron dar forma y concreción a las innovaciones formales, sus obras siempre conservaron legados de estilos anteriores.
En cuanto a su arquitectura, se habla detardorrománico por el aligeramiento de masas y volúmenes respecto al románico pleno, sin la acentuación dinámica de la nervadura gótica. Por lo que respecta a la escultura, hay quien prefiere definir el gusto de los campioneses en general como más "románico florido" que "no gótico"; en todos ellos es evidente una cierta dependencia estilística de la escultura provenzal contemporánea. La actividad de los campioneses termina con los últimos maestros que trabajan a finales del siglo XIV que, sin embargo, muestran elementos estilísticos góticos.
En los siglos siguientes, las ramificaciones de los maestros campioneses se encuentran también en algunas ciudades de la zona de Lugano: Arogno, Melide, Curio, Morcote, Legrancia, Savosa, Breganzona; pero sobre todo, Carona, ciudad de origen de Antonio Maria de Aprili (siglo XV), progenitor de una dinastía de escultores activos en diversas partes del norte de Italia hasta más allá del siglo XVII.

## Obras y maestros notables
Los primeros trabajos notables de los representantes de este grupo lombardo son del siglo XIII y corresponden a las esculturas realizadas por el maestro Anselmo da Campione (1160-inicio siglo XIII), que se formó probablemente en Arlés y luego trabajó en la catedral de Módena, primer centro importante de actividad de los maestros campioneses. A mediados del mismo siglo los hermanos Guido y Lanfranco da Como se destacaron en Toscana al realizar en 1246 la fuente bautismal del baptisterio de la catedral de Pisa; casi paralelamente Adamo d'Arogno y su familia trabajaron en el Trentino y en Austria.
En el momento concluyente y tardío de este conjunto de artistas se destacó la familia apellidada da Campione: Ugo y su hijo Giovanni fueron los autores de los pórticos en la iglesia de Santa Maria Maggiore de Bérgamo, mientras que Bonino se hizo conocer por sus monumentos en el Castello Sforzesco de Milán y el monumento a Cansignorio Scaliger en Verona. Por su parte, Matteo da Campione trabajó en la cartuja y en el Duomo de Milán hacia 1428.
Muchas otras obras en iglesias del norte de Italia se atribuyen a maestros campioneses, que contribuyeron en gran medida a la difusión del estilo románico en la arquitectura y la escultura, pero los nombres de los artistas individuales siguen siendo desconocidos. Un ejemplo es la basílica de San Pietro in Ciel d'Oro, en Pavía, que contiene la grandiosa Arca de San Agustín, decorada con unas 1.500 estatuas y bajorrelieves.
Siendo aún artistas góticos y con influencias alemanas, sin embargo los maestros campioneses anticipan (formando parte del gótico tardío) al incipiente Renacimiento italiano.